# Phyllanthus narayanswamii
Phyllanthus narayanswamii là một loài thực vật có hoa trong họ Diệp hạ châu. Loài này được Gamble miêu tả khoa học đầu tiên năm 1925.